# Semen Al'tman
Semen Josypovyč Al'tman (in ucraino Семен Йосипович Альтман?; Čuhuïv, 21 aprile 1946) è un allenatore di calcio ed ex calciatore ucraino, di ruolo portiere.

## Palmarès

### Allenatore

#### Competizioni nazionali
- Campionato moldavo: 2

Zimbru Chișinău: 1997-1998, 1998-1999
- Coppa di Moldavia: 2

Zimbru Chișinău: 1996-1997, 1997-1998